# Phorocera varicornis
Phorocera varicornis är en tvåvingeart som först beskrevs av Charles Howard Curran 1940.  Phorocera varicornis ingår i släktet Phorocera och familjen parasitflugor. Inga underarter finns listade i Catalogue of Life.